# Riu de la Sénia
El riu de la Sénia o riu Sénia, antigament anomenat riu d'Ulldecona, és un riu que discorre entre Catalunya al nord i el País Valencià al sud. Té 49 km de longitud i desemboca al mar Mediterrani. La seva desembocadura és el punt més meridional de Catalunya. És la frontera històrica entre el Regne de València i el Principat de Catalunya, tal com fou establerta per Jaume I el 1240.

## Curs
Neix a les muntanyes dels Ports de Beseit, dins del terme municipal de la Pobla de Benifassà (Baix Maestrat), a uns 1.200 metres d'altura s.n.m. Compta amb una conca hidràulica de 197,7 km² de superfície que abasta tant les comarques del Baix Maestrat (País Valencià) i el Montsià (Catalunya) recorrent una distància que no arriba als 50 quilòmetres.
Les aigües del riu Sénia s'acumulen posteriorment en l'embassament d'Ulldecona, situat també en el terme municipal de La Pobla de Benifassà. A partir d'aquí, el riu discorre per zones de forts pendents, la qual cosa li proporciona una elevada oxigenació, sent la vegetació molt abundant, tot contribuint a mantenir l'hàbitat de la vida piscícola.
Posteriorment, i abans d'arribar a la Sénia, existeixen derivacions de cabal que abasteixen als regadius d'aquesta zona, unes 2.360 hectàrees. També aquí, el riu arriba a la frontera entre Catalunya i el País Valencià; a partir de llavors i fins a la seva desembocadura, el Sénia servirà de límit fronterer entre aquestes dues terres. A partir d'aquest punt la llera pràcticament no rep aportacions naturals i la qualitat de l'aigua empitjora de forma notable. Prop de la localitat d'Alcanar, el riu entra en la Plana de Vinaròs i la travessa fins a desembocar a sòl de Riu en la mar Mediterrània.

## Afluents
- A la capçalera:
  - Barranc del Salt
  - Barranc de la Fou[1]
- Per l'esquerra:
  - Barranc dels Terrers